# 棍棒による決闘
『棍棒による決闘』（こんぼうによるけっとう、西: Duelo a garrotazos, 英: Duel with Cudgels）は、スペインのロマン主義の巨匠フランシスコ・デ・ゴヤが1820年から1823年に制作した絵画である。油彩を使用した壁画。《黒い絵》として知られる14点の壁画の1つ。これらの作品は70代半ばのゴヤが深刻な精神的・肉体的苦痛に苦しみながら自身の邸宅キンタ・デル・ソルドの壁面に描いたものである。現在はマドリードのプラド美術館に所蔵されている。

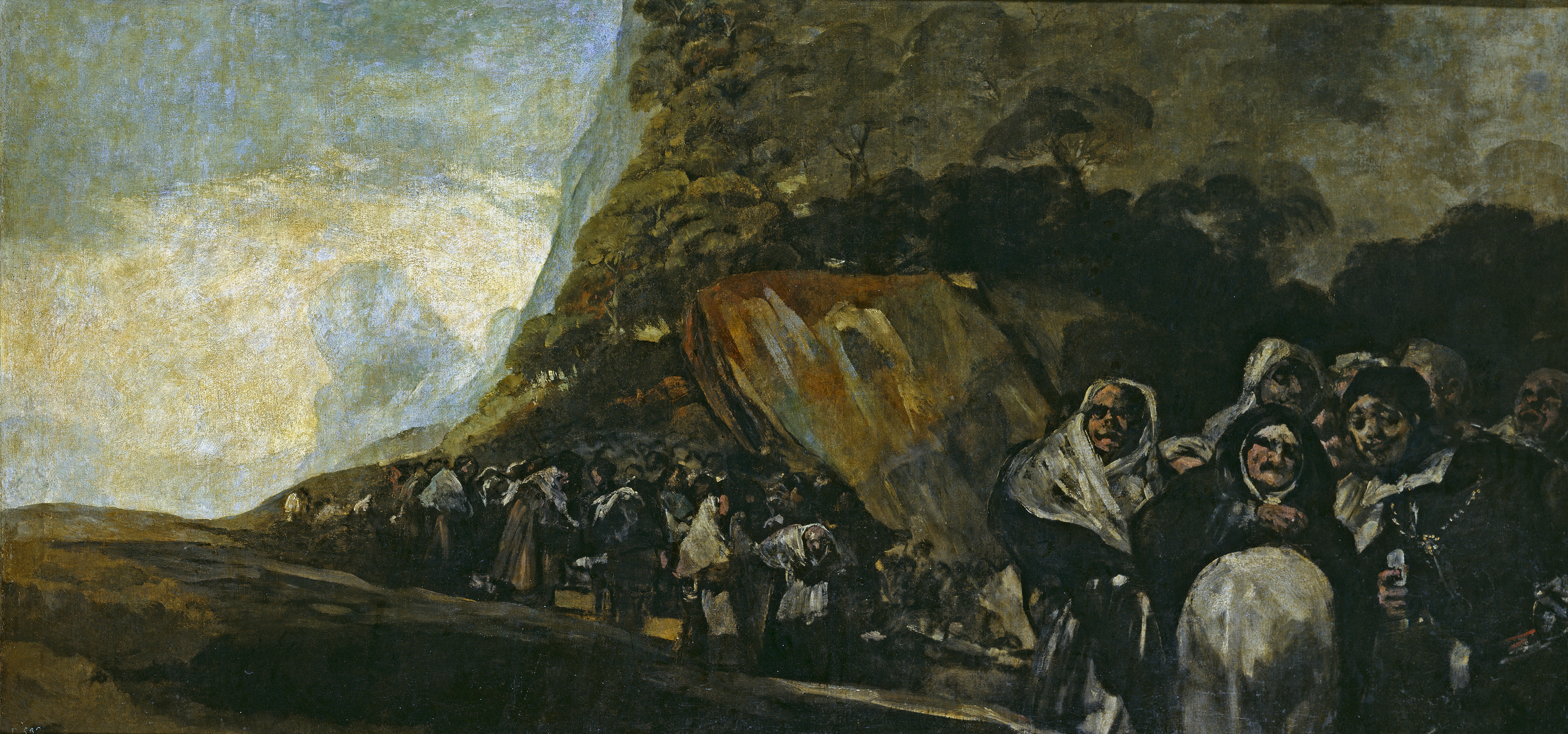
『異端審問』
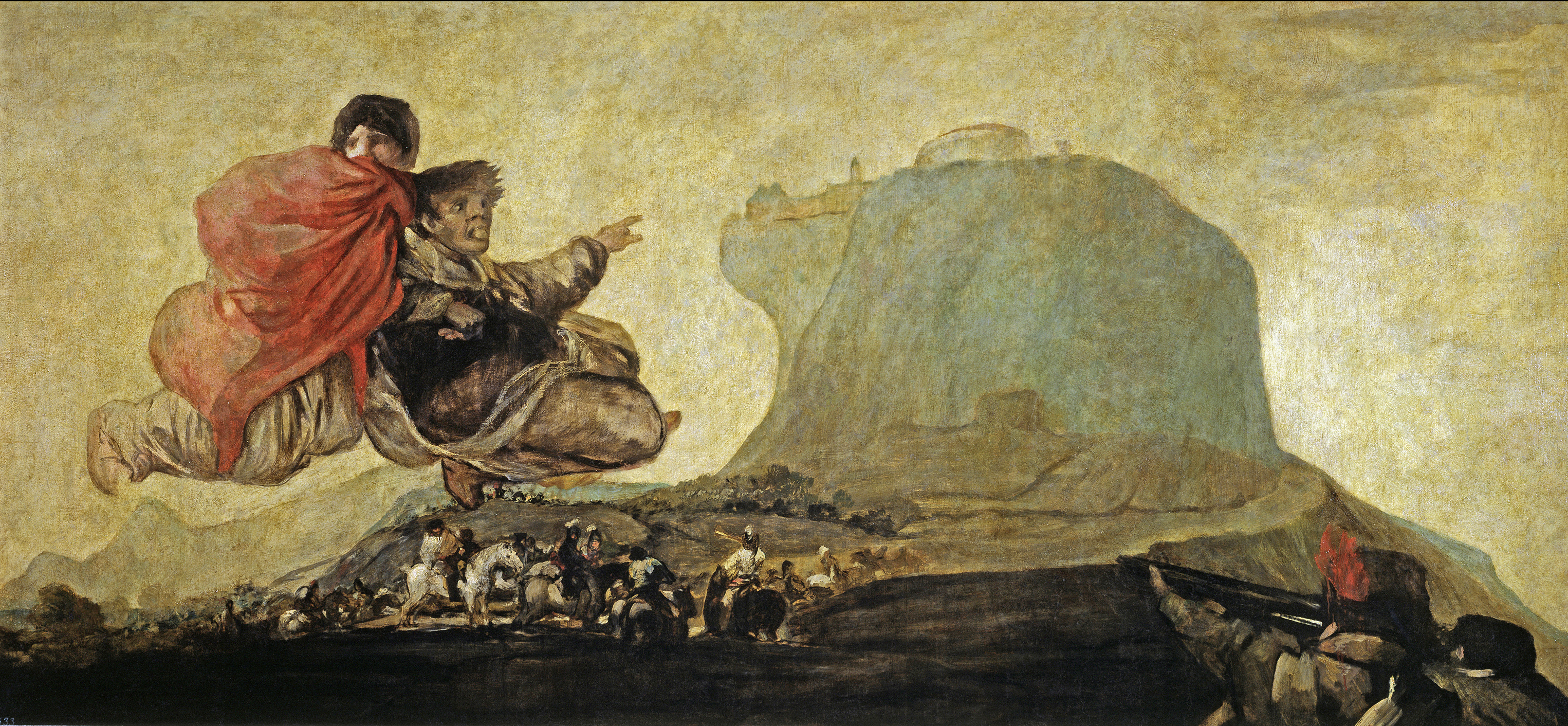
『アスモディウス』
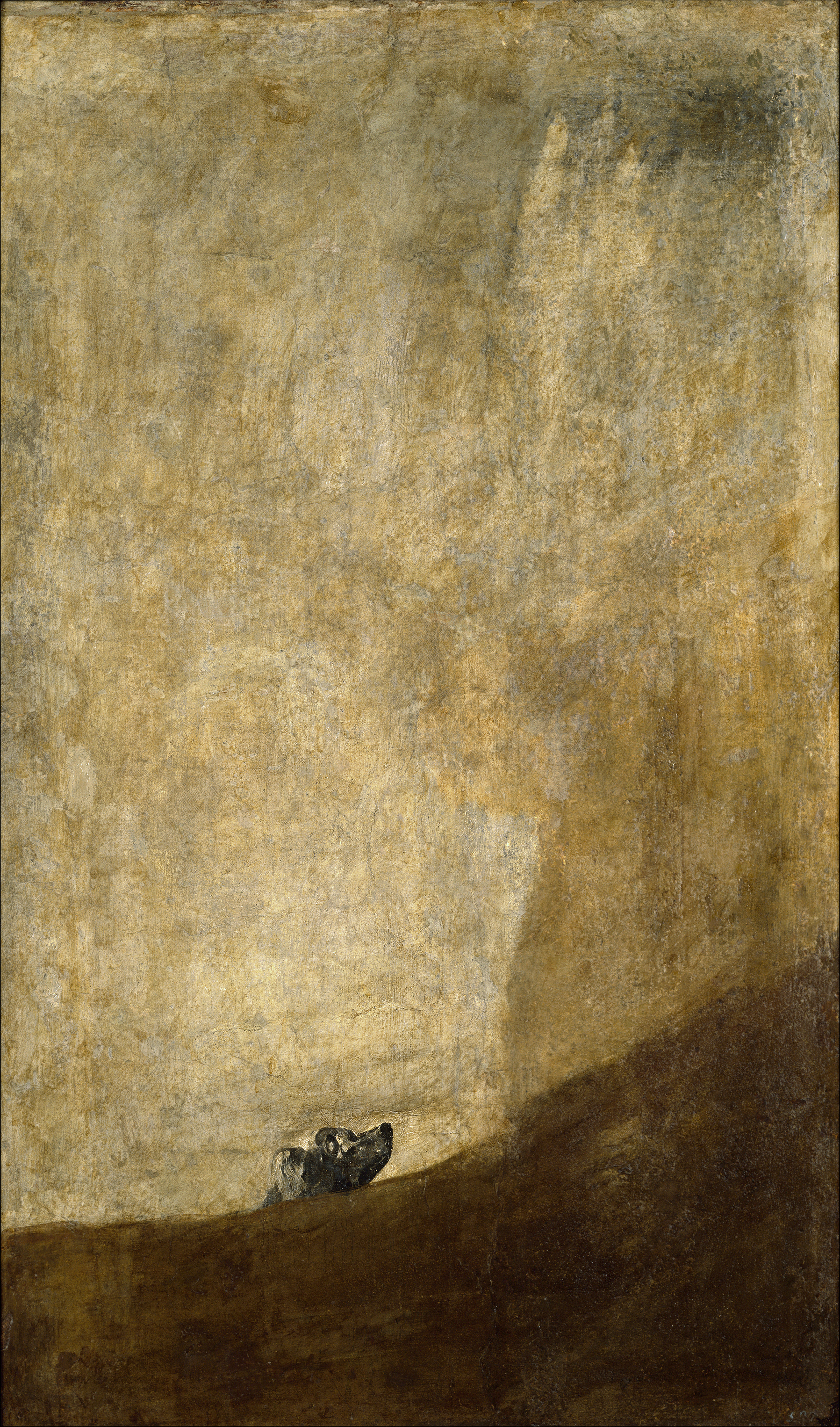
『砂に埋もれる犬』
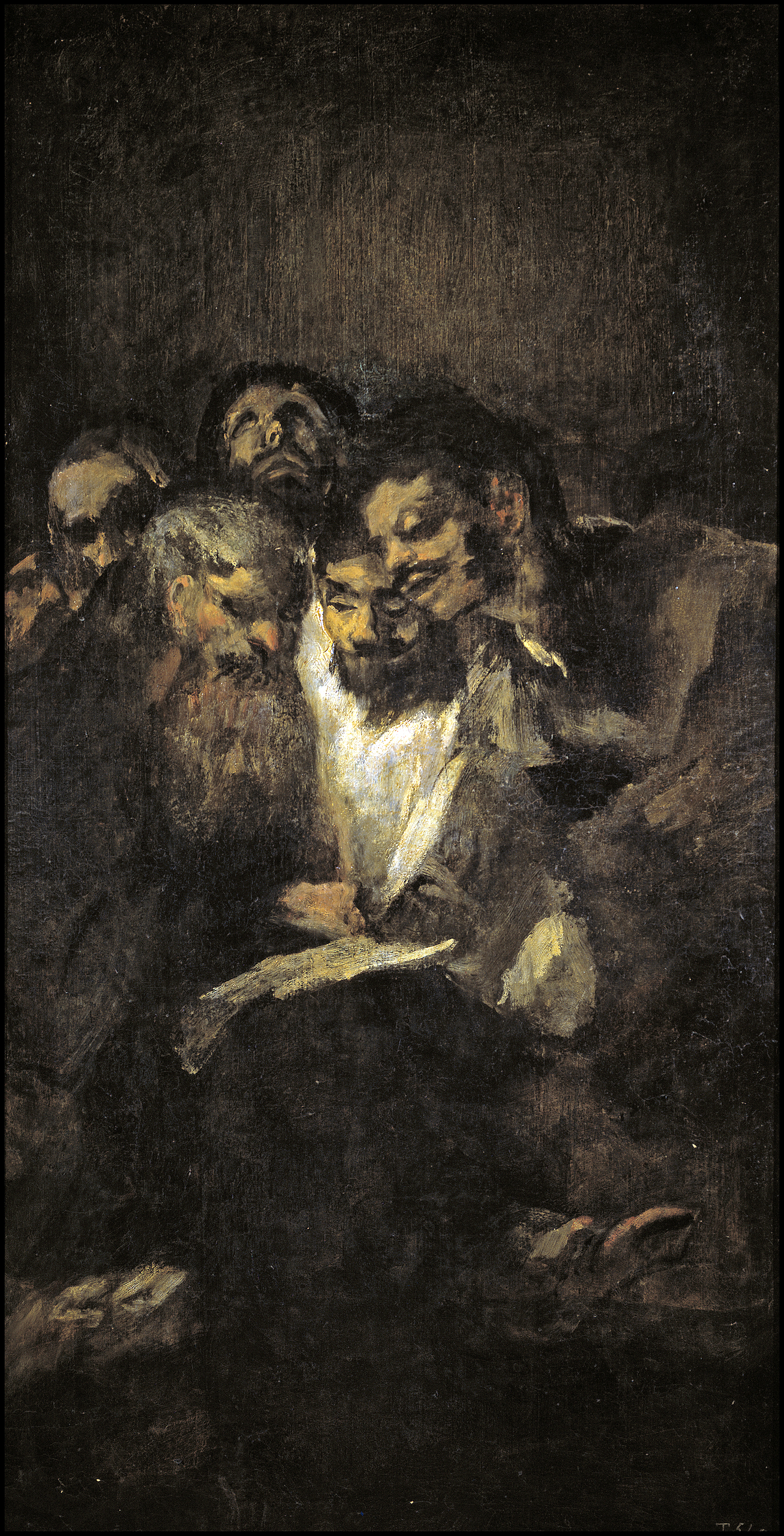
『読書』
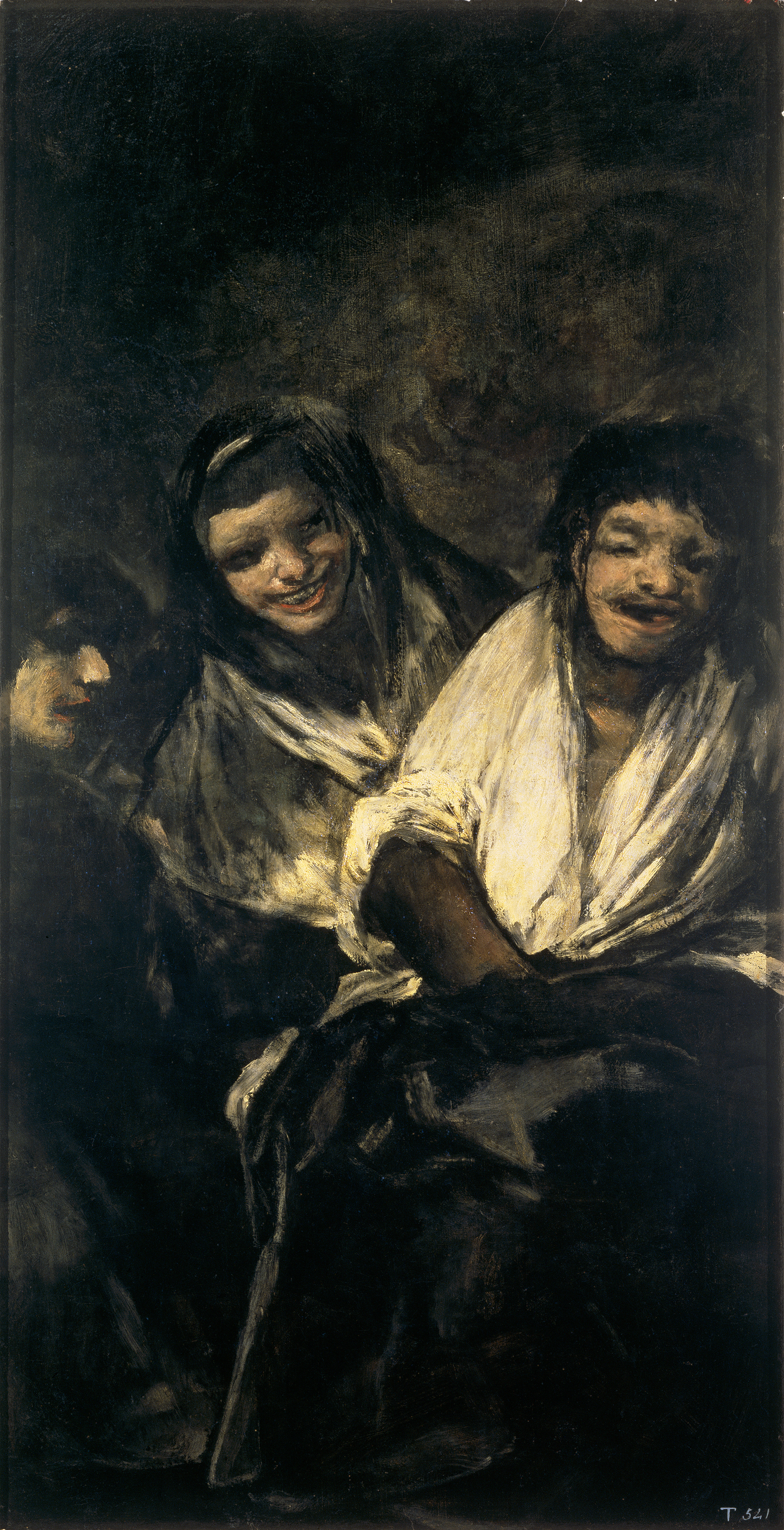
『自慰する男を嘲る二人の女』

## 題名
本作品は古くから様々な題名で呼ばれている。これはゴヤが《黒い絵》の作品リストや題名に関する言及を残さなかったことによる。まず画家アントニオ・デ・ブルガダはゴヤの息子ハビエル（Francisco Javier Goya y Bayeu）が所有していた作品目録を作成したが、その中でこの作品を『二人の見知らぬ人』（Dos forasteros）と呼んだ。シャルル・イリアルトは1867年にゴヤに関するモノグラフの中で初めてガリシア人の『二人の牛飼い』（Dos boyeros）として言及した。プラド美術館は1900年の最初のカタログで、現在の『棍棒での決闘』（Duelo a garrotazos）という題名を付けた。この題名にはいくつかのバリエーションがあり、最も描写的なものとして『棍棒で戦う二人の男』（Dos hombres riñendo a garrotazos）、さらにそれを短縮した『棍棒による戦い』（Riña a garrotazos）がある。

## 作品

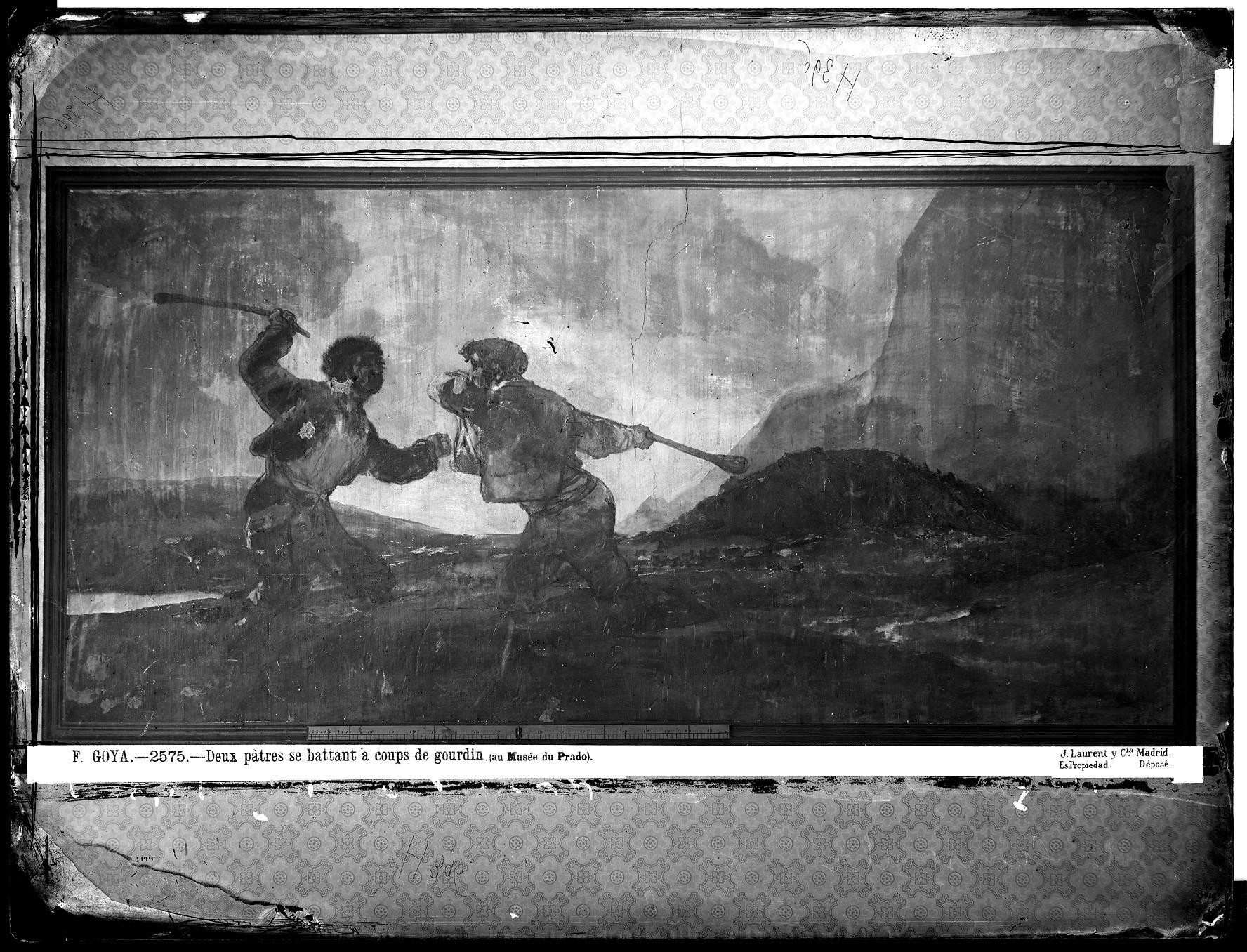
写真家ジャン・ローランによって撮影された『棍棒での決闘』。1874年。

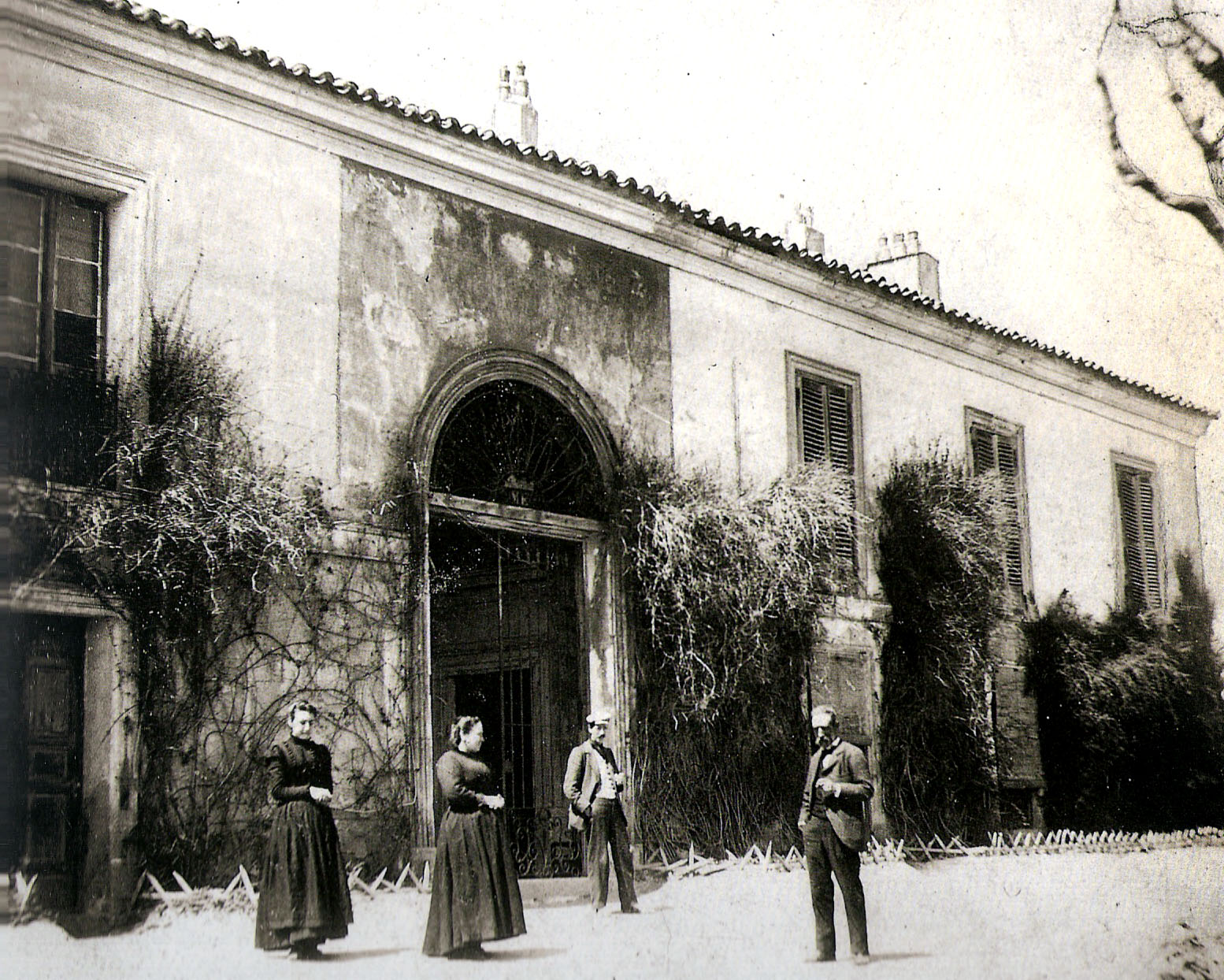
キンタ・デル・ソルド。1900年頃撮影。

ゴヤは1819年にマドリード近郊のマンサナレス川のほとりにキンタ・デル・ソルド（「聾者の家」の意）という邸宅を購入した。これは2階建ての小さな邸宅で、ゴヤ以前に居住していた人が聾者だったことからその名が付けられたが、ゴヤ自身も1792年に熱病にかかって聾者になっていた。ゴヤは1819年からボルドーに移住した1823年までの間に14点の壁画を屋内に制作し、油彩で直接描いた。『棍棒による決闘』はキンタ・デル・ソルドの2階の部屋に描かれた。
ゴヤは棍棒で決闘する2人の大きなほとんど記念碑的な人物を描いている。あたりは日暮れ時で、2人の男は膝まで地面の中に埋まっている。画面左の男はもう一方の男より強そうに見えるが、顔から胸まで血が流れ落ち、もう一方の男は相手が繰り出す打撃から顔面を守るために左腕を上げている。人物たちの服装はゴヤの時代と一致しているが、それらは傷から噴き出す血とコントラストをなしている。鑑賞者には彼らがなぜ戦うのかその理由を知ることはできない。そしてこの争いを止める者もいない。背景には農家と草を食む牛が見える。画面は《黒い絵》の他の作品とは対照的に幻想的な要素を欠いている。2人の男が戦う殺伐とした光景は画面左から中央に配置され、画面右には小高い丘と高い山々がそびえ立つ風景が広がっている。
『棍棒による決闘』は『アトロポス』（Átropos）とともに2階の同じ壁に並置され、正面の壁には『異端審問』（El Santo Oficio）と『アスモデウス』（Asmodea）が描かれ、『棍棒による決闘』は『異端審問』と向き合う形で配置された。

### 解釈
この作品は一般的に地方の人々の残忍な習慣に関連していると解釈されている。アラゴン地方とカタルーニャ地方では相手が死ぬまで棍棒で殴り合う決闘が認められていた。ブルガダが本作品を『二人の見知らぬ人』と呼び、イリアルトがガリシア人の牛飼いと見なしたことは、描かれた男たちの服装から彼らがマドリード出身ではないことを暗示していた可能性がある。美術史家ロバート・ヒューズはこの闘争者たちを『旧約聖書』「創世記」の原初の殺人者カインとその兄弟アベル、あるいはより正確には二重に表現されたカインではないかと考えた。またギリシア神話との関連性を指摘する研究者もいる。フランシスコ・ザビエル・デ・サラス・ボスによると、ゴヤは王子の教育に関する100の短いエッセイを収録したディエゴ・デ・サアベドラ・ファハルドの寓意詩集『政治格言集。キリスト教の政治的君主の理念』（Empresas Políticas, Idea de un príncipe político cristiano）の第75話を参照していた可能性がある。この寓話はテーバイ建国の英雄カドモスと竜の歯について言及している。竜を殺したカドモスは女神アテナの指示でその歯を地面に蒔くと、そこからスパルトイ（「蒔かれた者」の意）と呼ばれる武装した凶暴な一族が生まれた。しかしカドモスが彼らの間に石を投げると彼らはたがいに殺し合い、生き残った5人だけがカドモスに仕えた。サアベドラはこの神話的イメージを使い、支配者が王国に最終的な平和を確立するためにどのように不和を煽るかを論じた。ゴヤはこの寓話を使い、国王フェルナンド7世の政策と政治に言及したのかもしれない。

### 保存状態
19世紀にフランスの写真家ジャン・ローランはキンタ・デル・ソルドの壁から切り離される前の《黒い絵》を撮影したが、近年のX線撮影による研究およびジャン・ローランの写真との比較は、本作品がその後の修復で大きな変化を被ったことを明らかにした。すでにイギリスの美術史家ナイジェル・グレンディニングは現在の作品がジャン・ローランが記録した最終的なディテールと異なっていることに言及していた。イリアルトは男たちが膝まで土に埋められていたのではなく、草に覆われた牧草地に立っていたと言及しているが、2010年末までに、画家で美術史の教授であったカルロス・フォラダダ（Carlos Foradada）によるローランが撮影した写真の研究は、背の高い草の中に立った決闘者たちの姿が描かれていたことを再確認した。キャンバスの移し替えの失敗で絵画の大部分が失われたのち、牧草地は不器用に表現された地面で置き換えられ、闘争者たちの膝から下が隠された。

## 来歴
ゴヤは1823年にフランスに亡命した際に、キンタ・デル・ソルドを孫のマリアーノ・ゴヤ（Mariano Goya）に譲渡した。マリアーノは1833年に父ハビエルに売却したが、1854年にはマリアーノに返還され、1859年にセグンド・コルメナレス（Segundo Colmenares）、1863年にルイ・ロドルフ・クーモン（Louis Rodolphe Coumont）によって購入された。1873年にドイツ系フランス人の銀行家フレデリック・エミール・デルランジェ男爵がキンタ・デル・ソルドを購入すると、ひどく劣化した壁画の保存を依頼し、プラド美術館の主任修復家サルバドール・マルティネス・クベルスの指揮の下でキャンバスに移し替えられた。しかしその過程で壁画は損傷し、大量の絵具が失われた。デルランジェは1878年のパリ万国博覧会で《黒い絵》を展示した後、最終的にそれらをスペイン政府に寄贈した。壁画はプラド美術館に移され、1889年以降展示されている。1900年にはフランスの写真家ジャン・ローランが1873年頃に撮影した写真がプラド美術館のカタログに初めて掲載された。その後、キンタ・デル・ソルドは1909年頃に取り壊された。

## ギャラリー
キンタ・デル・ソルド2階の他の壁画
『アトロポス』と『棍棒による決闘』は同じ壁に並んで描かれた。

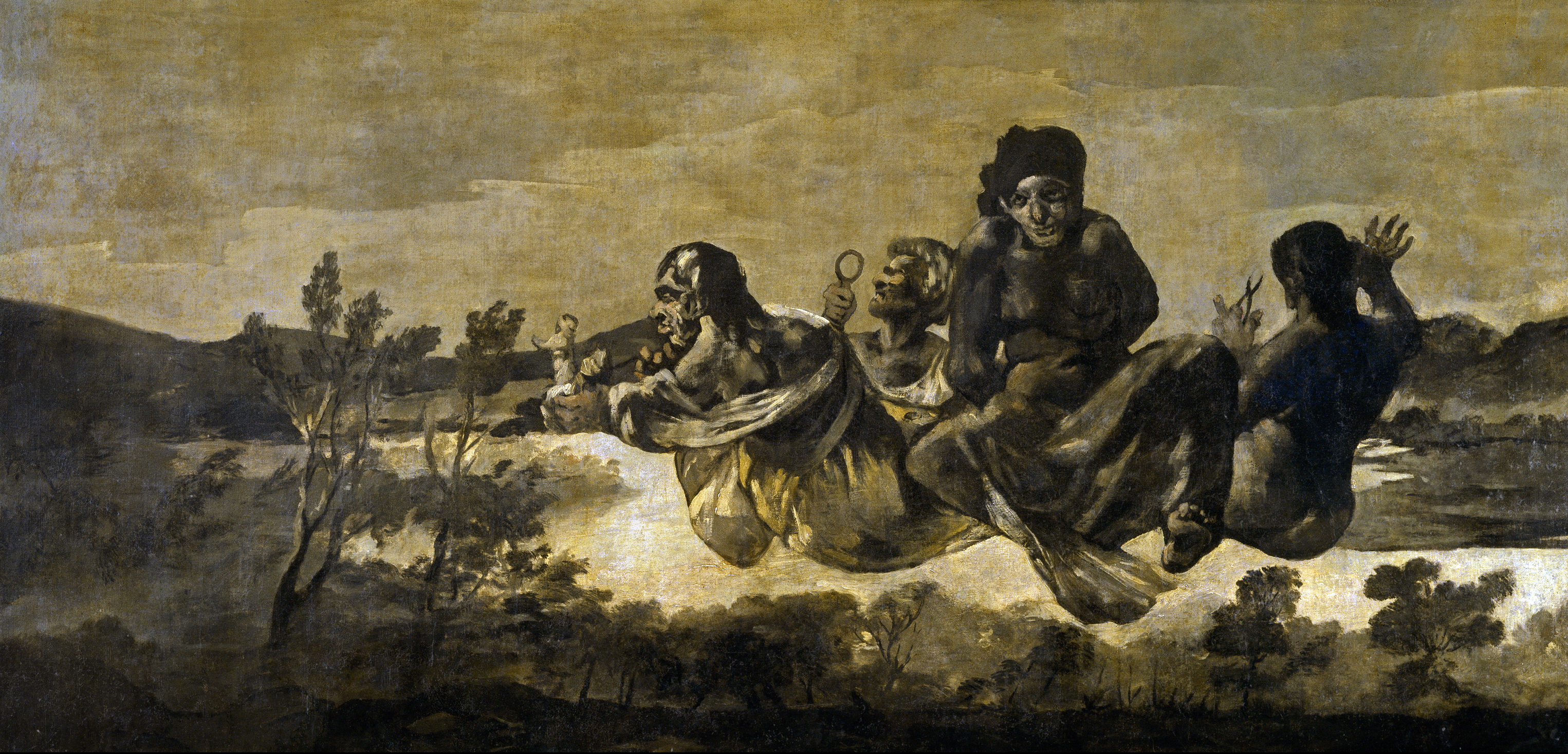
『アトロポス』
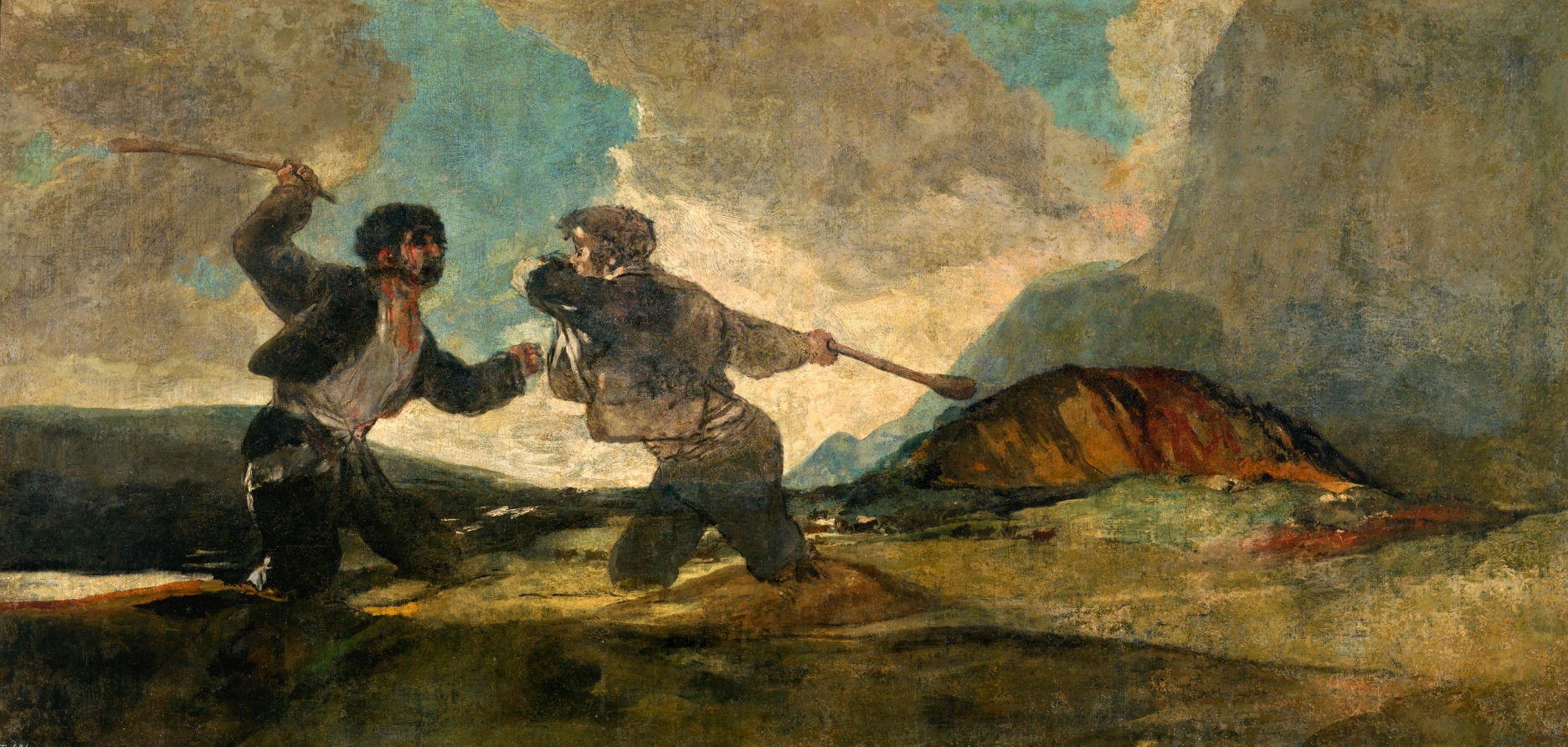
『棍棒による決闘』

- 『異端審問』
- 『アスモディウス』
- 『砂に埋もれる犬』
- 『読書』
- 『自慰する男を嘲る二人の女』